# Auntie (film 1914)
Auntie è un cortometraggio muto del 1914 diretto da Burton King (Burton L. King).

## Produzione
Il film fu prodotto dalla Vitagraph Company of America.

## Distribuzione
Distribuito dalla General Film Company, il film - un cortometraggio in una bobina - uscì nelle sale cinematografiche statunitensi il 16 marzo 1914.